# Provinz Barranca
Die Provinz Barranca ist eine von 9 Provinzen der Verwaltungsregion Lima an der Pazifikküste von Peru. Sie erstreckt sich über eine Fläche von 1355,87 km². Die Einwohnerzahl liegt bei etwa 145.000 (Stand 2017). Beim Zensus im Jahr 1993 lag die Einwohnerzahl bei 114.051, im Jahr 2007 bei 133.904. Verwaltungssitz der Provinz ist Barranca. In der Provinz liegen mehrere bekannte archäologische Fundplätze, darunter Caral.

## Geographische Lage
Die Provinz grenzt im Norden an die Provinzen Huarmey und Bolognesi (Ancash), im Osten an die Provinz Ocros (Ancash) sowie im Süden an die Provinz Huaura. Im Westen liegt der Pazifische Ozean.
Die etwa 175 km nordwestlich der Hauptstadt Lima gelegene Provinz wird zentral vom Fluss Río Pativilca durchflossen. Der Norden der Provinz wird vom Río Fortaleza, der Süden der Provinz vom Río Supe durchflossen. Die Provinz reicht lediglich 45 km ins Inland. Die Oberläufe der Flüsse liegen in den Nachbarprovinzen. Im Küstentiefland wird bewässerte Landwirtschaft betrieben. 

## Gliederung
Die Provinz Barranca gliedert sich in 5 Distrikte. Der Distrikt Barranca ist Sitz der Provinzverwaltung.
| Distrikt    | Verwaltungssitz |
| ----------- | --------------- |
| Barranca    | Barranca        |
| Paramonga   | Paramonga       |
| Pativilca   | Pativilca       |
| Supe        | Supe            |
| Supe Puerto | Supe Puerto     |